# Facelift (Band)
Facelift ist eine österreichische Alternative-Rock-Band aus Graz, die in den späten 1990er Jahren von Peter Domainko, Andrea Orso und Clemens Berger gegründet wurde. Ende der 1990er Jahre galten Facelift als eine der vielversprechendsten Bands Österreichs.

## Geschichte

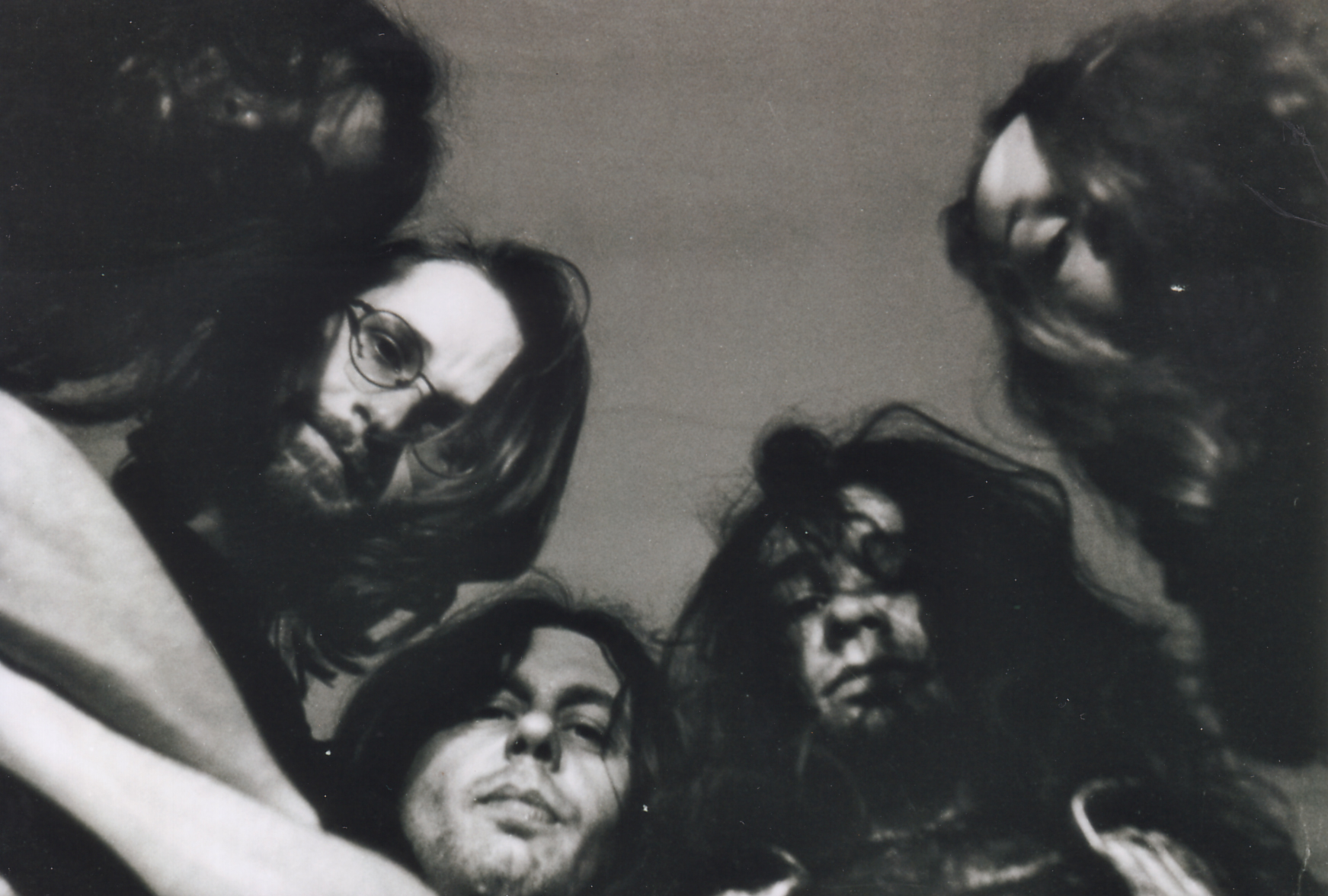
Facelift in Originalbesetzung (1997)

In den Anfangstagen waren auch Andreas Suppan und Gerald Muskatel Mitglieder der Gruppe. Nach nur kurzer Zeit verließen sie die Band wieder, und für einige Jahre traten Facelift als Trio auf. Grund der Trennung waren musikalische Differenzen. Nach und nach übernahm Andrea Orso den Frontgesang, nachdem in den Anfangstagen Clemens Berger die Leadvocals über hatte. Damit einhergehend wandelte sich auch der Stil der Band zunehmend. Stand noch das erste Album der Band She sehr unter dem Einfluss von Hardcore, Grunge und Crossover, veränderte sich der Stil immer mehr in Richtung von Pop und Indierock.
Nachdem Gründungsmitglied, Peter Domainko, sich aus der Gruppe zurückzog, stießen im Jahr 2000 Helge Murgg und Norbert Wallner zur Band. In dieser Formation wurden zwei weitere erfolgreiche Studioalben eingespielt und veröffentlicht. Peter Domaniko stieg danach für mehrere Jahre als Drummer bei „Sugar for Lucy“ ein. Danach übernahm er zuerst den Posten des Bassisten und später wieder den Platz als Schlagzeuger bei „Beggars street inn“. Immer wieder gab es Gespräche über die Rückkehr zu Facelift, die sich aber letztlich nicht erfüllten.
Über die Jahre entwickelte sich die Band zu einem häufigen Gast auf zahlreichen Radiosendern (FM4, Soundportal oder Ö3) und Video channels (GoTV, OKOTO, VIVA, Freiraum.TV oder ORF).
2004 trennten sich Sängerin Andrea Orso und Gitarrist Clemens Berger nach einer mehr als 10-jährigen Beziehung während der Tour zur 2003 veröffentlichten CD Pictures. Eine Auflösung der Band stand aber nie im Raum. Schon 2005 erfolgte mit Impossible somethings der nächste Release.
Im Jahr 2007 wurden Facelift Teil der größten Dokumentation über die österreichische Musikszene der letzten 50 Jahre. Unter dem Titel Weltberühmt in Österreich – 50 Jahre Austropop produzierte Rudi Dolezal für den ORF eine 10-teilige Serie. Facelift waren in den Teilen 7, 8 im Jahr 2007 zu sehen und waren 2008 auch in Teil 9 und ganz ausführlich in Staffel 10 zu sehen. Ausgestrahlt wurde die Produktion von ORF und 3sat.
Seit dem Debütalbum She (1998) hat sich die Band ständig weiter entwickelt und verfolgt konsequent ihren eigenen Stil, den sie selbst als „Alternative-Hard/Heart-Pop“ bezeichnet. Neben ihren bislang vier Studioalben wurden hunderte von Live-Konzerten absolviert – unter anderem auf Club-Touren durch ganz Europa und die USA. Auch auf dem Bizarre-Festival, dem Donauinselfest, dem Nova-Rock-Festival und dem Forestglade-Festival waren Facelift zu sehen.
1998 wählte das deutsche Musikmagazin Visions die Gruppe zu einem der „kommenden“ Alternativeacts der Szene. 2000 prämiert eine deutsche Fachjury Facelift zur besten Alternative-Newcomerband des Jahres. 2004 wird das Album Pictures für den Amadeus Austrian Music Award in der Kategorie „Alternative-FM4“ nominiert. Anfang 2007 wurde die Band mit dem „Austrian Music Award“ bedacht. Seit Jahren arbeitet die Band mit dem Verlag „Skyland Songs“ von Ewald Pfleger (Opus) zusammen. Das vorletzte Album Impossible Somethings (2006) wurde von Noiselegende Guido Lucas (Blackmail, Harmful, Scumbucket, Thomas D.) produziert.
Jürgen Kulmer wird neuer Schlagzeuger und im Studio und Live wird Matthias Predota fixer Mitstreiter der Formation. Im Herbst 2008 produzierten Facelift zusammen mit Guido Lucas ihr insgesamt viertes Studioalbum. Im April 2009 erschien Facelifts vierte CD mit 14 Titeln in Österreich, Deutschland, Frankreich und der Schweiz. Die Band tourte ausgiebig durch ganz Österreich und Deutschland. Zahlreiche europäische Radio- und TV-Stationen spielen Songs des aktuellen Albums.
2009 gewann die Band für den Videoclip Don't worry about ... den „Rockin' Movie Award“ in Bronze. 2009 drehte die Band Interviews und Beiträge für die neue ORF-Produktion (Rudi Dolezal) über Woodstock und was davon blieb. Im März 2010 veröffentlicht das deutsche Label Spectre (Universal) erneut das Debüt-Album She aus dem Jahre 1998. Der ursprüngliche Release aus den 1990ern war seit Jahren vergriffen. Extra zum Re-Release wurde ein Video zum Opener (Breaking Glass) produziert.
Die Aufnahmen zum neuen Album wurden 2011 abgeschlossen. Produziert wurde wieder mit Gudio Lucas (BluNoise), der auch schon bei den beiden Vorgängeralben beteiligt war. Titel der im April 2012 erschienenen CD ist Whom do you see?. Thematisch handelt es sich stark um den Tod der Mutter des Gitarristen Clemens Berger und die Geburt von Sängerin Andrea Orsos Tochter Ylvie.
Facelift nahm kurz vor Weihnachten 2014 ein neues Album mit 10 Titeln auf. Das Album The Falling Trees erschien im April 2015 bei Pate Records/Rough Trade. Eine kleine Tour durch Österreich und Deutschland folgte. Danach wurde es stiller um die Band und Gitarrist Clemens Berger und Schlagzeuger Norbert Wallner widmeten sich mehr ihren Nebenprojekten „Clutch of Clones“, „Guido Maria Berger“ und „Tuesday Microgrooves“. Mit „Guido Maria Berger“ und „Clutch of clones“ ging er ins Studio und spielte einige neue Songs ein. Zahlreiche Musiker aus dem Umfeld der Band wie Peter Domainko, Norbert Wallner, Jürgen Kulmer und Andrea Orso unterstützen ihn dabei im Studio. Ursprünglich war Guido Lucas als Produzent vorgesehen, der allerdings völlig überraschend  im September 2017 verstarb. Während sich „Clutch of Clones“ nach nur einer Aufnahme wieder auflösten, entwickelte sich „Guido Maria Berger“ mehr und mehr zu einem präsenten Liveact.
Am 9. September 2019 verstarb Gründungsmitglied Gerald Muskatel nach langer Krankheit.
Ob Facelift zu ihrem 25. Geburtstag im Jahr 2020 noch einmal ins Studio gehen bzw. live stärker aktiv werden, war unsicher, da Frontfrau Andrea Orso wenig Lust auf weitere Aktivitäten verspürte. Aber am 31. Januar 2020 veröffentlichte die Band eine neue Single auf deren Stammlabel (Pate Records) mit dem Titel „I am falling Tonight“. Produziert wurde der Titel von Heinz Wallner und Andrea Orso-Hödl. Auch ein eigener Clip zum Track wurde gedreht. Ende 2020 gab es dann doch noch ein komplettes Album mit dem Titel Lost in the dust. Enthalten sind alte Tracks, die nie veröffentlicht wurden, und ein „Best of“ aus verschiedenen Epochen der Bandgeschichte.
2022 beendet Clemens Berger sein Soloprojekt „Guido Maria Berger“ und trifft Vorbereitungen für sein neues Projekt „Silver Spoon Girl“.
Im Juni 2023 veröffentlicht Facelift-Mastermind Clemens Berger unter dem Titel „Facelift feat. Sapho Meyer“ eine neue Single mit dem Titel: „Out of my way“. Mit French Balkony erschien dann im August die zweite Single des geplanten Albums Blacklight. Im Jänner 2024 erschien You gonna find me als neuer Single-Track. Es war dies eine erneute Zusammenarbeit von Andrea Orso und Clemens Berger. Im März 2025 veröffentlichte Clemens Berger unter Facelift feat. CMB einen weiteren Track mit dem Titel Something ….

## Diskografie

### Alben
- 1998: She (OSM Records)
- 2003: Pictures (Pate Records)
- 2006: Impossible Somethings (Pate Records)
- 2009: Holon (Pate Records)
- 2010: She (Spectre Media)
- 2012: Whom Do You See? (Rough Trade)
- 2015: The Falling Trees (Rough Trade)
- 2020: Lost in the dust (Pate Records)
- 2023: Blacklight (Pate Records)

### Singles
- 1998: Breaking Glass (OSM Records)
- 2003: Groovy Sound (Pate Records)
- 2004: März (Pate Records)
- 2006: Taxi! (Wake up on a Shiny Day) (Pate Records)
- 2009: Pigs&Cows Are a Girls Best Friend (Pate Records)
- 2009: Don't Worry About (Pate Records)
- 2009: A Cup of Coffee (Pate Records)
- 2012: Sick of Your Cage (Rough Trade)
- 2012: In L.A. (Rough Trade)
- 2015: Tonight (Rough Trade)
- 2020: I am falling Tonight (Pate Records)
- 2020: The sun will shine again (Pate Records)
- 2023: Out of my way (Pate Records)
- 2023: French Balcony (Pate Records)
- 2024: You gonna find me (Pate Records)
- 2025: Something ... (Pate Records)